# Lauenburg/Elbe
Pour les articles homonymes, voir Lauenburg.
Lauenburg/Elbe est une ville allemande, située dans le Land de Schleswig-Holstein, dans l'arrondissement du duché de Lauenbourg.

## Géographie
Lauenburg est située sur la rive droite de l'Elbe, à la frontière des Länder de Schleswig-Holstein et de Basse-Saxe.

## Histoire
| Appartenances historiques Duché de Saxe-Lauenbourg 1296-1807 Royaume de Westphalie 1807-1811 Empire français (Bouches-de-l'Elbe) 1811-1814 Duché de Saxe-Lauenbourg 1815-1876 Royaume de Prusse (Province du Schleswig-Holstein) 1876-1918 Empire allemand 1871-1918 République de Weimar 1918-1933 Reich allemand 1933-1945 Allemagne occupée 1945-1949 Allemagne 1949-présent |

Le 19 avril 1945, le 8e corps de la IIe Armée britannique atteint l'Elbe près de cette ville.

## Jumelages
- Dudelange (Luxembourg)
- Manom (France)
- Boizenburg/Elbe (Allemagne) depuis le 26 avril 1990
- Lębork (Pologne) depuis le 29 septembre 2001[1]

## Personnalités liées à la ville
- Emilie von Berlepsch (1755)1830), écrivaine et féministe
- Karl Ludwig Harding (1765–1834), astronome
- Uwe Bahn (1958), footballeur